# Cumoechus insignis
Cumoechus insignis is een pissebed uit de familie Cryptoniscoidea incertae sedis. De wetenschappelijke naam van de soort is voor het eerst geldig gepubliceerd in 1916 door Hansen.